# 緬街隧道
緬街隧道（英語：Main Street Tunnel），又稱東緬街隧道（East Main Tunnel），是加拿大安大略省尼亞加拉區威蘭市内一條隧道，穿過威蘭運河底部連接兩岸的東緬街而得名。隧道分為兩條管道，合共四條行車線，來回方向各兩線行車，而西行線旁亦設有行人路。隧道在西端與安大略406號省道的南端接駁，自此可向北通往聖凱瑟琳斯；隧道東端則與140號省道的北端接駁，自此可向南通往科爾伯恩港。隧道載有尼亞加拉區27號區道和安大略7146號省道兩個編號，但後者僅在安大略省運輸廳公路名冊中列出而不對外掛牌。
政府於1966年5月批准在威蘭市外圍為威蘭運河興建一條新水道，以取代長14.6（9.1英里），途經威蘭市中心的原有運河路段。緬街隧道連同其上游的鎮線隧道於1970年代初與運河新水道項目同步施工，大為減低工程的難度和建造成本。緬街隧道耗資1100萬元興建，由安大略省運輸廳和聖羅倫斯海道管理局各支付一半，於1972年5月20日正式通車。隧道從1999年4月至11月之間進行復修：一條管道關閉期間，另一條管道維持開放並採雙線雙程行車安排。